# Laguna Colorada

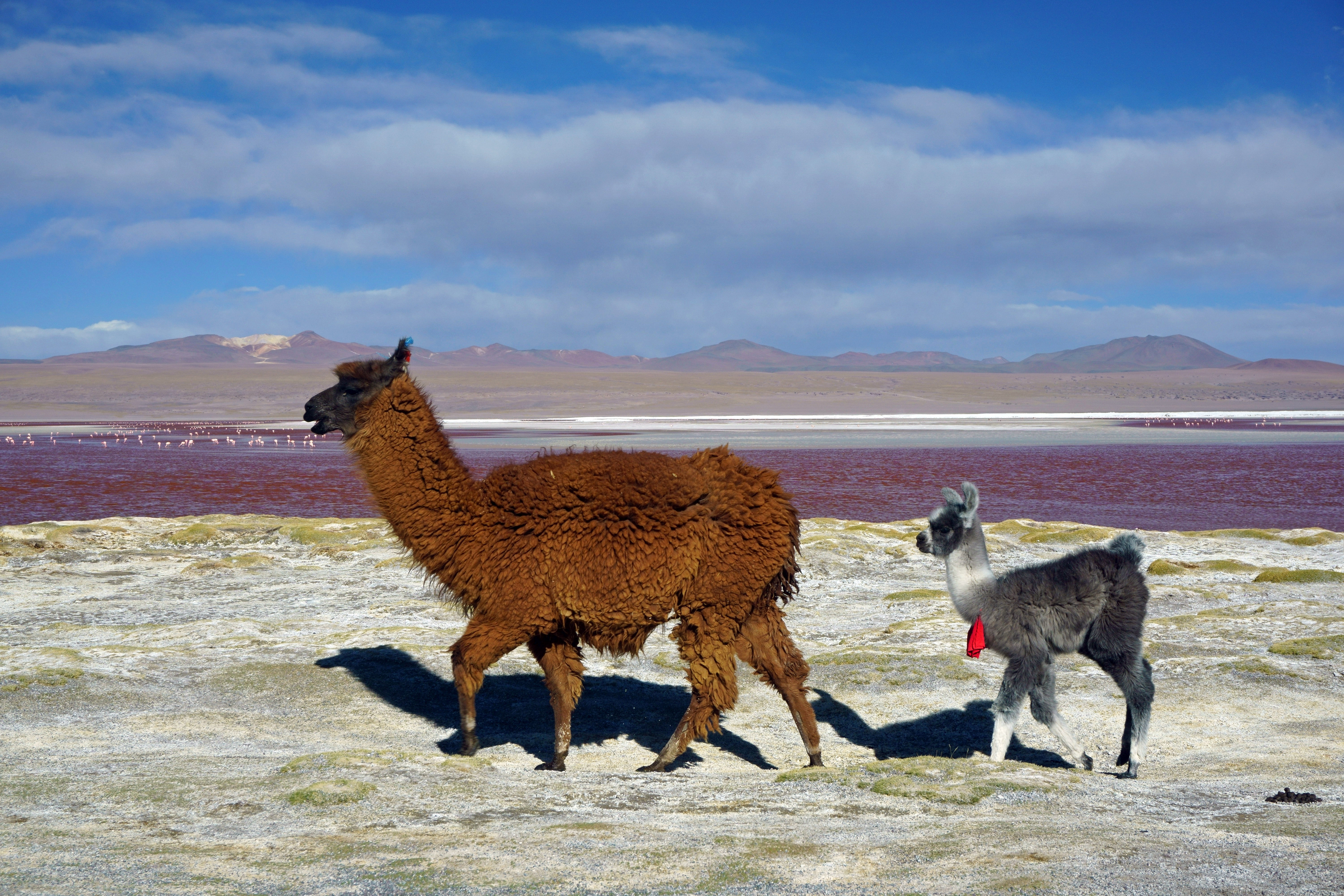
Une maman lama avec son petit dans la Laguna Colorada. Septembre 2018.

La laguna Colorada est un lac salé situé dans la réserve nationale de faune andine Eduardo Avaroa sur l'altiplano bolivien dans le département de Potosí.
Ce lac se trouve près de la frontière avec le Chili. Situé à une altitude de 4 278 m, il possède une superficie de 60 km² et une profondeur moyenne de 35 centimètres.

## Présentation
C'est un lac salé de type alto-andine, qui contient des îles de borax dans les secteurs nord-est et sud-est. La coloration rouge de ses eaux est due à des sédiments de couleur rouge et aux pigments de certains types d'algues qui y vivent. Les tons de l'eau vont des nuances marron jusqu'aux rouges intenses.
C'est un lieu de reproduction pour les flamants des Andes, très beaux oiseaux migrateurs que l'on dénombre par milliers dans ces eaux riches en minéraux.
Depuis le 27 juin 1990, la lagune est reconnue site Ramsar sous le nom de Los Lípez (anciennement, laguna Colorada).

Laguna Colorada.

## Faune
Les oiseaux les plus remarquables sont le Nandou de Darwin (Rhéa pennata garleppi sous-espèce en grand danger d'extinction), le Flamant des Andes (25 % de la population mondiale), le Flamant de James (50 % de la population mondiale), la Foulque cornue (Fulica cornuta)...
Des migrateurs fréquentent le secteur : Bécasseau de Baird, Phalarope de Wilson...
Deux carnivores sont connus : Chat des Andes et Chat des pampas.